# Széchenyi László
Sárvár-felsővidéki gróf Széchenyi László (Szül: László Jenő Mária Henrik Simon) (Horpács 1879. február 18. – Budapest, 1938. július 5.) magyar főnemes, diplomata, hazánk első amerikai követe.

## Élete
Széchenyi István bátyjának, Széchenyi Lajosnak az unokájaként jött világra Horpácson. Apja a zeneszerző-diplomata Széchényi Imre volt. Életének 19. századra eső szakaszáról kevés információnk van, valószínűleg diplomatának tanult, akárcsak atyja, bár mások későbbi találmánya alapján gépészmérnöki végzettséget tulajdonítanak neki. 1904-ben már diplomáciai szolgálatot teljesített, tagja volt az Osztrák–Magyar Monarchia abesszínai missziójának, mely a monarchia és az afrikai császárság kapcsolatfelvételét volt hivatott előkészíteni.
A  grófi címéhez képest elszegényedett Széchenyi utazásai során ismerkedett meg Gladys Vanderbilttel, a holland származású, amerikai milliárdos Vanderbilt-család leszármazottjával, Cornelius Jeremiah Vanderbilt lányával, (Cornelius Vanderbilt unokájával). Házasságkötésükre 1908. január 27-én New Yorkban került sor. Kapcsolatuk feltehetően igazi szerelem volt, a vagyon és a rang házasságáról pedig számtalan sajtóhír született, az esemény még Ady Endre tollából is előhívott egy rövid - az amerikai Széchenyi-kultuszt elítélő, és Széchenyi László érdemeit megkérdőjelező - tárcát.
Házasságkötésük után, 1909-ben Budapesten vásároltak villát. Az Andrássy út 104. sz. alatti épületet jelentősen, bővítették, villából palotává alakították. Mivel az ingatlan Gladys Vanderbilt nevén volt ezért előfordul a Vanderbilt-palota elnevezés is. A házaspárnak ez volt a budapesti rezidenciája, bár Széchenyi diplomata évei alatt - 1921 és 1935 között - keveset tartózkodtak itt. A sors fintora, hogy 1945 után a Szövetséges Ellenőrző Bizottság sajátította ki, majd a Szovjetunió budapesti nagykövetsége költözött ide. A volt diplomata lakhelye ma Oroszország budapesti nagykövetségének épülete.
Az 1908-1912 közti években Klupathy Jenő és Berger Krisztián fizikusokkal, az ő korábbi, hanggal történő elektromos távkapcsolásra vonatkozó szabadalmukat továbbfejlesztve együtt alkottak egy tengeralattjárók illetve torpedók közötti kommunikációra alkalmas technológiát, aminek gyártására vállalatot is alapítottak az Amerikai Egyesült Államokban: a Submarine Wireless Companyt.
Magyarország és az Egyesült Államok kapcsolatai 1921-ben jutottak arra a szintre, hogy a diplomáciai kapcsolatok kölcsönös felvételén lehetett gondolkodni. Első amerikai követünk Széchenyi László lett, akit 1921. december 28-án neveztek ki rendkívüli követté és meghatalmazott miniszterré, megbízólevelét 1922. január 11-én adta át Washingtonban. Széchenyi kiváló angol nyelvtudással rendelkezett, ismerte a helyi viszonyokat, felesége révén pedig az amerikai közélet prominenseivel is könnyen kapcsolatot teremthetett, így sok szempontból ideális választásnak bizonyult a követi pozícióra. 1926-ban Magyarország és Mexikó, valamint Magyarország és Kuba is diplomáciai kapcsolatokat létesített, mindkét helyre Széchenyit akkreditálták úgy, hogy a követi feladatokat továbbra is Washingtonból látta el - ily módon Széchenyi nem csak első amerikai, de első mexikói és kubai követünk is volt. 1927-ben egy budapesti autóbalesetben elvesztette bal szemét - ettől kezdve szemkötőt használt, ami arcát igen jellegzetessé, felismerhetővé tette. Széchenyit 1933. március 21-én helyezték át Washingtonból Londonba. Amerikában Pelényi János váltotta őt év végén. Londoni megbízatása 1933. április 16-val kezdődött, megbízólevelét május 12-én adta át V. György brit királynak. Megbízatása 1935. október 16-án ért véget, nyugdíjazása miatt ekkor felmentették, utóda Masirevich Szilárd korábbi bécsi követünk lett. Széchenyi 1935 decemberben adott búcsúestet a brit fővárosban.
Szívbetegsége miatt 1938-ban bekerült a Svábhegyi szanatóriumba, ahol hosszas szenvedés után 59 éves korában 1938. július 5-én elhunyt. Temetésére július 9-én került sor Nagycenken.
Öt leánya született: Kornélia (1908–1958), Alice (1911–1974), Gladys (1913-1978), Sylvia (1918–1998) és Ferdinanda.